# Pont-du-Casse

Pont-du-Casse este o comună în departamentul Lot-et-Garonne din sud-vestul Franței. În 2009 avea o populație de 4.305 de locuitori.

## Evoluția populației
| An        | 1975  | 1982  | 1990  | 1999  | 2006  | 2009  |
| --------- | ----- | ----- | ----- | ----- | ----- | ----- |
| Populație | 2.405 | 3.485 | 4.479 | 4.259 | 4.306 | 4.305 |